# La Biolle
La Biolle ist eine französische Gemeinde mit 2922 Einwohnern (Stand 1. Januar 2022) im Département Savoie in der Region Auvergne-Rhône-Alpes. Sie gehört zum Arrondissement Chambéry und zum Kanton Aix-les-Bains-1. Die Bewohner werden Biollans und Biollanes genannt.

## Geographie
La Biolle liegt auf 386 m, in der Nähe von Aix-les-Bains, etwa 21 Kilometer nördlich der Stadt Chambéry (Luftlinie). Das Dorf erstreckt sich im Alpenvorland im südlichen Albanais, auf einem leicht nach Süden geneigten Hang in der Talsenke, welche das Becken von Rumilly mit dem Lac du Bourget verbindet, am Ostfuß der Montagne de la Biolle.
Die Fläche des 13,04 km² großen Gemeindegebiets umfasst einen Abschnitt des französischen Alpenvorlandes. Die südliche Grenze verläuft entlang der Deisse, die hier in einem breiten Tal von Nordosten nach Südwesten fließt und das Gebiet zum Lac du Bourget entwässert. Vom Flusslauf erstreckt sich das Gemeindeareal nordwärts auf die angrenzenden Molasseplateaus und bis in das Tal der Albenche (Seitenbach der Deisse). Dieser schwach reliefierte Gemeindeteil wird im Westen vom dicht bewaldeten steilen Hang der Montagne de la Biolle flankiert. Auf dem Kamm der Montagne de la Biolle, die den Lac du Bourget vom Albanais trennt und geologisch die südliche Fortsetzung der Montagne du Gros Foug bildet, verläuft die westliche Gemeindegrenze. Hier wird mit 854 m die höchste Erhebung von La Biolle erreicht.
Zu La Biolle gehören neben dem eigentlichen Ortskern auch mehrere Weilersiedlungen und Gehöfte, darunter:
- Savigny (340 m) am Fuß der Montagne de la Biolle
- Roasson (400 m) westlich an das Dorf anschließend
- Les Plagnes (420 m) im Tälchen des Ruisseau de Savigny am Fuß der Montagne de la Biolle
- Villette (440 m) im Tal der Albenche am Ostfuß der Montagne de la Biolle
- Le Parc (435 m) auf dem Plateau nördlich des Dorfes

Nachbargemeinden von La Biolle sind Entrelacs im Norden und Osten, Grésy-sur-Aix im Süden sowie Brison-Saint-Innocent im Westen.

## Geschichte
Das Gemeindegebiet von La Biolle war bereits sehr früh besiedelt. In einer Höhle bei Savigny wurden Spuren aus dem Neolithikum gefunden. Auch aus der Römerzeit zeugen verschiedene Überreste (Mauerfundamente, Inschrift). Der Ortsname von La Biolle geht auf das lateinische Wort betula (Birke) zurück. Im Mittelalter gehörte das Gebiet den Herren von Montfalcon. Diese unterstanden zur Zeit der ersten urkundlichen Erwähnung ihres Herrschaftssitzes 1268 bereits den Grafen von Savoyen. Im 16. Jahrhundert, als auch La Biolle erstmals urkundlich erwähnt wurde, stieg Montfalcon zur Burggrafschaft auf.

## Sehenswürdigkeiten
Die Pfarrkirche L’Assomption wurde im 19. Jahrhundert errichtet. Das Maison Calloud-Blanc mit zwei Türmen stammt aus dem 16. Jahrhundert und wurde im 18. Jahrhundert umgestaltet. Von der Burg Montfalcon sind Ruinen erhalten. Auf dem Gemeindegebiet befinden sich mehrere Herrschaftssitze, nämlich das Château de Longefan (ursprünglich aus dem 15. Jahrhundert, im 18. Jahrhundert verändert) sowie die Herrenhäuser von La Mollière und Roasson.

## Bevölkerung
| Jahr                       | 1962 | 1968 | 1975 | 1982 | 1990 | 1999 | 2006 | 2011 | 2020 |
| Einwohner                  | 860  | 812  | 861  | 1074 | 1353 | 1760 | 2095 | 2200 | 2867 |
| Quellen: Cassini und INSEE |      |      |      |      |      |      |      |      |      |

Mit 2922 Einwohnern (Stand 1. Januar 2022) gehört La Biolle zu den mittelgroßen Gemeinden des Département Savoie. Nachdem die Einwohnerzahl in der ersten Hälfte des 20. Jahrhunderts rückläufig war, wurde seit Mitte der 1970er Jahre dank der schönen Wohnlage wieder eine deutliche Bevölkerungszunahme verzeichnet.

## Wirtschaft und Infrastruktur
La Biolle war bis weit ins 20. Jahrhundert hinein ein vorwiegend durch die Landwirtschaft geprägtes Dorf. Daneben gibt es heute verschiedene Betriebe des Klein- und Mittelgewerbes, die sich hauptsächlich entlang der Hauptstraße niedergelassen haben. Mittlerweile hat sich das Dorf auch zu einer Wohngemeinde entwickelt. Viele Erwerbstätige sind Wegpendler, die in den größeren Ortschaften der Umgebung sowie im Raum Chambéry und Annecy ihrer Arbeit nachgehen.
Die Ortschaft ist verkehrsmäßig gut erschlossen. Sie liegt an der Hauptstraße D1201, die als ehemalige Nationalstraße N201 von Chambéry nach Annecy führt. Weitere Straßenverbindungen bestehen mit Saint-Germain-la-Chambotte und Mognard. Der nächste Anschluss an die Autobahn A41 befindet sich in einer Entfernung von rund 5 km.

### Bildung
In La Biolle befinden sich eine Vorschule (école maternelle) und eine Vor- und Grundschule (école primaire).